# Horostyta
Horostyta – wieś w Polsce położona w województwie lubelskim, w powiecie włodawskim, w gminie Wyryki. Leży na pograniczu Zaklęsłości Sosnowickiej i Garbu Włodawskiego.
W latach 1954–1961 wieś należała i była siedzibą władz gromady Horostyta, po jej zniesieniu w gromadzie Wyryki. W latach 1975–1998 miejscowość administracyjnie należała do województwa chełmskiego.
Wieś jest sołectwem w gminie Wyryki. Według Narodowego Spisu Powszechnego z roku 2011 wieś liczyła 75 mieszkańców.
W Horostycie rozpoczyna się szlak rowerowy „Śladami Wschodniosłowiańskich tradycji cerkiewnych” ukazujący zabytkowe cerkwie na terenie Lubelszczyzny m.in. w Holi, Sosnowicy czy Dratowie. Szlak oznaczony jest znakami żółtymi. Powstał z inicjatywy ks. Tomasza Łotysza, proboszcza parafii prawosławnej w Horostycie.
We wsi znajduje się zabytkowa cerkiew wraz z cmentarzem. We wschodniej części wsi znajdują się pozostałości przedwojennej szkoły, w której nauczano w języku ukraińskim. We wsi zdecydowaną większość stanowią osoby wyznania prawosławnego. Znaczna część mieszkańców Horostyty ma pochodzenie mieszane ukraińsko-polsko-białoruskie, we wsi wciąż można usłyszeć kompilację trzech języków, która stała się swoistą gwarą charakterystyczną dla tego rejonu.
Wierni Kościoła rzymskokatolickiego należą do parafii św. Mikołaja w Lubieniu.

## Zabytki architektury
- Cerkiew prawosławna pod wezwaniem Podwyższenia Krzyża Pańskiego (parafialna).

## Historia
W źródłach pisanych nazwa Horostyta pojawiła się w 1521 w związku z fundacją na jej terenie cerkwi pod wezwaniem Podwyższenia Krzyża Pańskiego. Znajdowała się ona na ówczesnym pograniczu litewsko-polskim i występuje także pod nazwą Forostita lub Chorostyta.
W 1860 roku majątek Horostyta, o powierzchni około 2 tysięcy hektarów, kupił Bronisław Deskur, późniejszy major wojsk powstańczych.